# Terroranschlag von Peschawar 2014

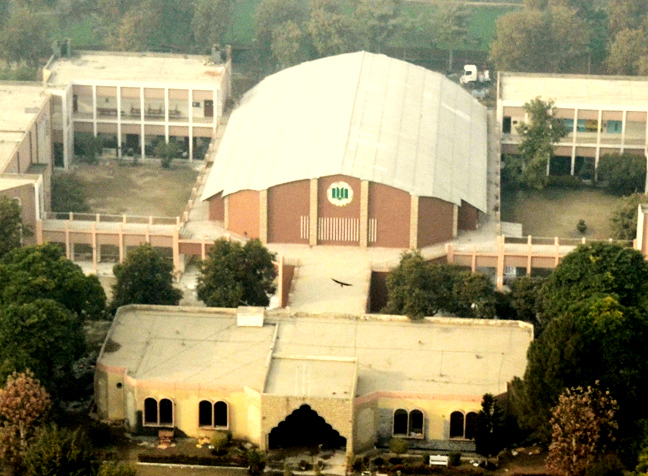
Schulgebäude mit Auditorium

Bei einem Terroranschlag in Peschawar am 16. Dezember 2014 wurden in der Stadt Peschawar in Pakistan 148 Menschen, darunter mehr als 130 Kinder, getötet. Es war der Terroranschlag mit der bis dahin höchsten Zahl an Todesopfern in Pakistan.

## Ereignis
Am Nachmittag des 16. Dezember 2014 drangen sieben Kämpfer der islamistischen Tehreek-e-Taliban (TTP) in die Army Public School in Peschawar im nordwestlichen Pakistan ein. Die Kämpfer trugen pakistanische Armeeuniformen des Pakistani Frontier Corps. Die Schule ist eine von der pakistanischen Armee betriebene öffentliche Schule. Die Mehrheit der Schüler sind Kinder von Angestellten oder Angehörigen der pakistanischen Armee; die Schule steht auch der Allgemeinbevölkerung offen.
In der Schule eröffneten die Eindringlinge mit halbautomatischen Waffen das Feuer auf die Anwesenden. Zum Zeitpunkt des Angriffs hatten Prüfungen in der Aula stattgefunden. Die Armee teilte mit, dass der Großteil der 500 Schüler in Sicherheit gebracht worden sei. Die Armee erklärte, sie habe fünf Angreifer getötet und suche nach weiteren.
Die Armee riegelte das gesamte Gelände ab. Die Polizei hielt Eltern zurück, die versuchten, durch den Sicherheitskorridor in die Schule zu gelangen. Die TTP erklärte, sie habe Scharfschützen und Selbstmordattentäter in dem Gebäude; es sei eine Armeeschule. Der Angriff sei eine Reaktion auf die Militäroffensive der pakistanischen Armee gegen die Taliban.
Das Gebäude wurde wenig später von Spezialeinheiten der pakistanischen Armee gestürmt, wobei alle sieben Attentäter starben. Unklar ist, ob dabei auch Kinder getötet wurden. Die Nationalität der sieben Terroristen war zunächst unklar; einige von ihnen sprachen arabisch.

## Hintergrund
Seit 2004 schwelt ein Krieg zwischen den pakistanischen Sicherheitskräften und verschiedenen militanten islamistischen Gruppierungen im Land. Die Islamisten (darunter Ableger von al-Qaida, Tehrik-i-Taliban Pakistan und andere) streben den Sturz der pakistanischen Regierung, die sie als US-amerikanisches Marionettenregime ansehen, an und versuchen, den Staat durch Terroraktionen zu destabilisieren. Die Islamisten haben ihr Refugium vor allem in der nordwestlichen Grenzprovinz an der Grenze zu Afghanistan und dringen von dort aus auch nach Afghanistan vor, wo sie die dortigen westlichen ISAF-Streitkräfte attackieren. Die pakistanische Regierung wird militärisch und logistisch von den Vereinigten Staaten unterstützt. Wiederholt haben die Vereinigten Staaten Drohnenangriffe gegen die Islamisten durchgeführt, bei denen zum Teil auch unbeteiligte Zivilisten ums Leben kamen. Die Lage wird durch den Umstand verkompliziert, dass die Vereinigten Staaten bei großen Teilen der pakistanischen Bevölkerung äußerst unbeliebt sind und als neokoloniale Macht gelten, die regelmäßig die Souveränität Pakistans verletzt. Zudem hat die pakistanische Gesellschaft in den letzten Jahren eine zunehmende Islamisierung erfahren (Blasphemiegesetze, Einführung der Scharia), die sich unter anderem in zunehmender Intoleranz gegenüber religiösen Minderheiten äußerte. Deswegen gibt es sicher auch zum Teil versteckte Sympathien gegenüber den Islamisten, während die USA als westlicher Eindringling wahrgenommen werden. Pakistanische Politiker hatten sich auch deswegen in der Vergangenheit zurückgehalten, was die entschiedene Verurteilung von islamistischen Terrorakten anging, insbesondere dann, wenn diese im Nachbarland Afghanistan stattfanden. Außerdem waren sie stets bemüht, keine allzu große Nähe zu den Standpunkten der US-Regierung zu zeigen. Seit dem Taliban-Anschlag auf den Jinnah International Airport vom 8. Juni 2014 wurde allerdings eine größere Offensive gegen die Taliban in Nord-Wasiristan eingeleitet.
Der Anschlag von Peschawar überstieg alles bisher Dagewesene. Das Datum des Anschlags hat für Pakistan eine besondere Bedeutung: Am 16. Dezember 1971 kapitulierte die pakistanische Armee im Bangladesch-Krieg mit Indien.

## Reaktionen
Nach dem Blutbad von Peschawar versuchte die politische Elite des Landes die richtigen Worte zu finden. Premierminister Nawaz Sharif (Muslimliga) hatte zu Beginn seiner Amtszeit versucht, mit den Taliban zu verhandeln. Nach dem Anschlag zeigte er Entschlossenheit: „Wir trauern um unsere Kinder. Niemand sollte daran zweifeln, dass wir den Terrorismus so lange bekämpfen werden, bis wir ihn besiegt haben. Unser Kampf wird weitergehen.“ Der afghanische Präsident Aschraf Ghani äußerte nach einem Treffen mit dem pakistanischen Armeechef in Kabul, dass beide Länder gemeinsame effektive Maßnahmen ergreifen sollten, um den Terrorismus zu bekämpfen. In Peschawar demonstrierten geschockte und wütende Bewohner gegen die Terroristen.
Schireen Mirzi, Sprecherin der Pakistan Tehreek-e-Insaf (Bewegung für Gerechtigkeit) der pakistanischen Sportlegende Imran Khan, unterschied bei einem Kommentar zwischen moderaten und radikalen Taliban. Die Bewegung von Khan versucht seit dem Spätsommer, das Land lahmzulegen, bekämpft die Regierung und macht vor allem die USA für den Terror in Pakistan verantwortlich. Sie sagte: „Das ist ein barbarischer Akt von Tieren. Es ist Zeit, dass die Nation zusammensteht. Wir müssen den Terror der Taliban bekämpfen, die Gespräche ablehnen und die nicht den Mut haben, gegen andere Kämpfer zu kämpfen, sondern kleine Kinder angreifen.“

## Wiederaufnahme der Praxis der Todesstrafe in Pakistan
Seit dem Jahr 2008 war die Todesstrafe, die nach pakistanischem Recht erlaubt ist, ausgesetzt. Zum Tode verurteilte Inhaftierte wurden nicht mehr exekutiert, sondern blieben in Haft. In Pakistan sind mehr als 8.000 Personen inhaftiert, die zum Tode verurteilt wurden – mehr als in jedem anderen Land der Welt (Stand: 12/2014). Etwa 800 davon wurden in Kontext von Terroraktionen verurteilt.
Nach den Anschlägen von Peschawar kündigte Pakistans Premierminister Nawaz Sharif an, dass dieses Moratorium nun aufgehoben würde. Am 19. Dezember 2014 wurden die ersten beiden Todesurteile vollstreckt. Es handelte sich bei den Hingerichteten um zwei Männer, die 2009 einen Anschlag auf das Hauptquartier der pakistanischen Armee verübt hatten. Die pakistanische Regierung verkündete die Absicht, in der nächsten Zeit 500 verurteilte Extremisten hinrichten zu lassen. Die Wiederaufnahme der Exekutionen stieß auf internationale Kritik von Menschenrechtsorganisationen. Nach Ansicht von verschiedenen Menschenrechtsorganisationen werden bei den Gerichtsverfahren in Pakistan häufig elementarste Rechtsgrundsätze nicht eingehalten, so dass vermutlich viele im Sinne der Anklage nicht schuldige Personen verurteilt wurden.
Im August 2015 wurden sechs der Attentäter zum Tode verurteilt, ein weiterer zu lebenslanger Haft. Am 2. Dezember 2015 gaben die Sicherheitsbehörden Pakistans bekannt, vier der Verurteilten hingerichtet zu haben.

## Weitere Entwicklung
Am 9. Juli 2016 wurde Omar Khalid Khorasani, der mutmaßliche Auftraggeber und Organisator des Terroranschlages, bei einem Drohnenangriff in der Umgebung von Nangarhar (Afghanistan) getötet.